# Langarica
Langarica (en euskera y oficialmente Langarika) es un concejo del municipio de Iruraiz-Gauna, en la provincia de Álava, España. 

## Despoblados
Forma parte del concejo el despoblado de:
- Eztenveran.[1]

Forman parte del concejo una fracción de los despoblados de:
- Abitona.[2]
- Gaceogoyena.[1]

## Historia
Hacia mediados del siglo XIX, el lugar, por entonces perteneciente a Iruraiz, tenía contabilizada una población de 92 habitantes. Aparece descrito en el décimo volumen del Diccionario geográfico-estadístico-histórico de España y sus posesiones de Ultramar de Pascual Madoz con las siguientes palabras:

LANGARICA: l. del ayunt. de Iruraiz en la prov. de Alava (á Vitoria 4 leg.), part. jud. de Salvatierra (1/2), aud. terr. de Burgos (24), c. g. de las Provincias Vascongadas, dióc. de Calahorra (14). sit. en llano: clima saludable, aunque frio en invierno; le combate el viento SE. Tiene 20 casas; escuela de primera educacion para ambos sexos, frecuentada por 16 alumnos, y dotada con 500 rs.; igl. parr. (Sta. Maria) servida por 2 beneficiados, de los cuales uno con título de cura y ambos de presentacion del cabildo; para el surtido del vecindario hay una fuente de aguas comunes y saludables. Confina el térm. N. Gaceo; E. Salvatierra; S. Acilu, y O. Chinchetru, y comprende en su circunferencia un desp. titulado de San Quilez, y un monte junto al pueblo muy poblado de árboles. El terreno es de mediana calidad, cascajoso y pedregoso; le atraviesa un arroyo de poco caudal y no perenne. caminos: locales y en mal estado. La correspondencia se recibe de la cab. del part. los domingos, martes y viernes, y se despacha en los mismos dias. prod.: trigo, cebada, avena, maiz, alholba, yeros, habas, lentejas, mijo y patatas; cria de ganado vacuno, caballar y de cerda; caza de liebres, perdices y codornices. ind.: ademas de la agricultura y ganadería, hay un molino harinero que solamente trabaja en invierno. pobl.: 15 vec., 92 alm. riqueza y contr.: con su ayunt. (V.)
(Madoz, 1847, p. 62)

En la actualidad, pertenece al municipio de Iruraiz-Gauna. En 2022, tenía empadronados 35 habitantes.

## Demografía
| Gráfica de evolución demográfica de Langarica entre 2000 y 2017 |
|                                                                 |
| Población de derecho según los censos de población del INE.     |

## Cultura

### Patrimonio material

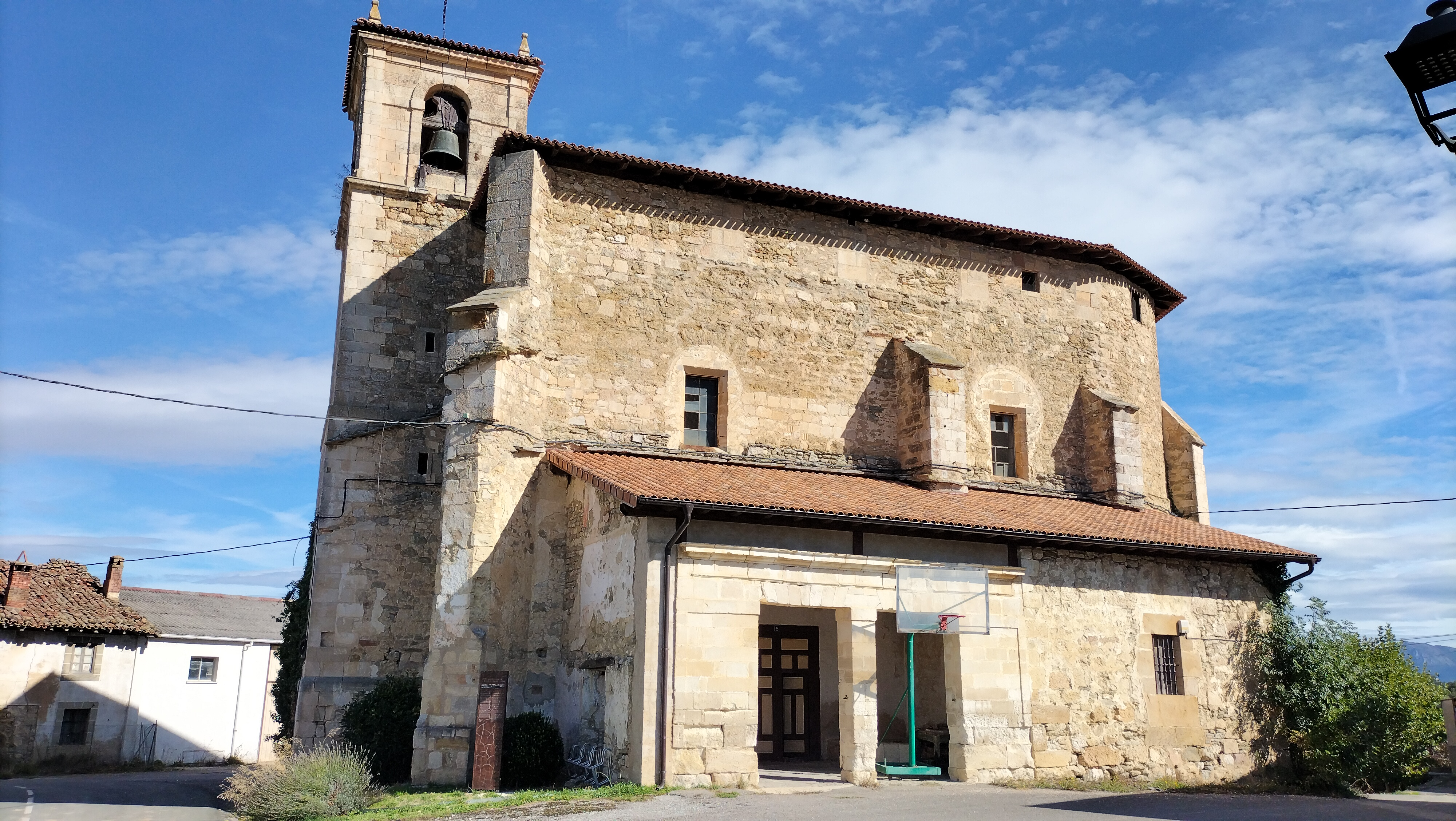
Iglesia de Langarika (Álava)

- Iglesia de Langarika (Álava) Iglesia de la Purísima Concepción.[6]De planta rectangular del siglo XVI, tiene una cabecera semicircular, bóvedas nervadas y un pórtico con dos vanos rectangulares y pilastra central. Destaca su retablo mayor barroco dorado del siglo XVIII, con un Sagrario de dos cuerpos y una imagen central de la Inmaculada, flanqueada por San Pedro y San Pablo. Cuenta con una capilla lateral del siglo XVII, dedicada a San Ramón Nonato, con un retablo neoclásico y un lienzo de la Virgen del Carmen, así como retablos laterales de la Virgen del Rosario y San José del siglo XVI-XVII. Completan el conjunto un coro neoclásico del siglo XIX, una sacristía del siglo XVI con bóveda semiesférica y discretas piezas de orfebrería.[7]

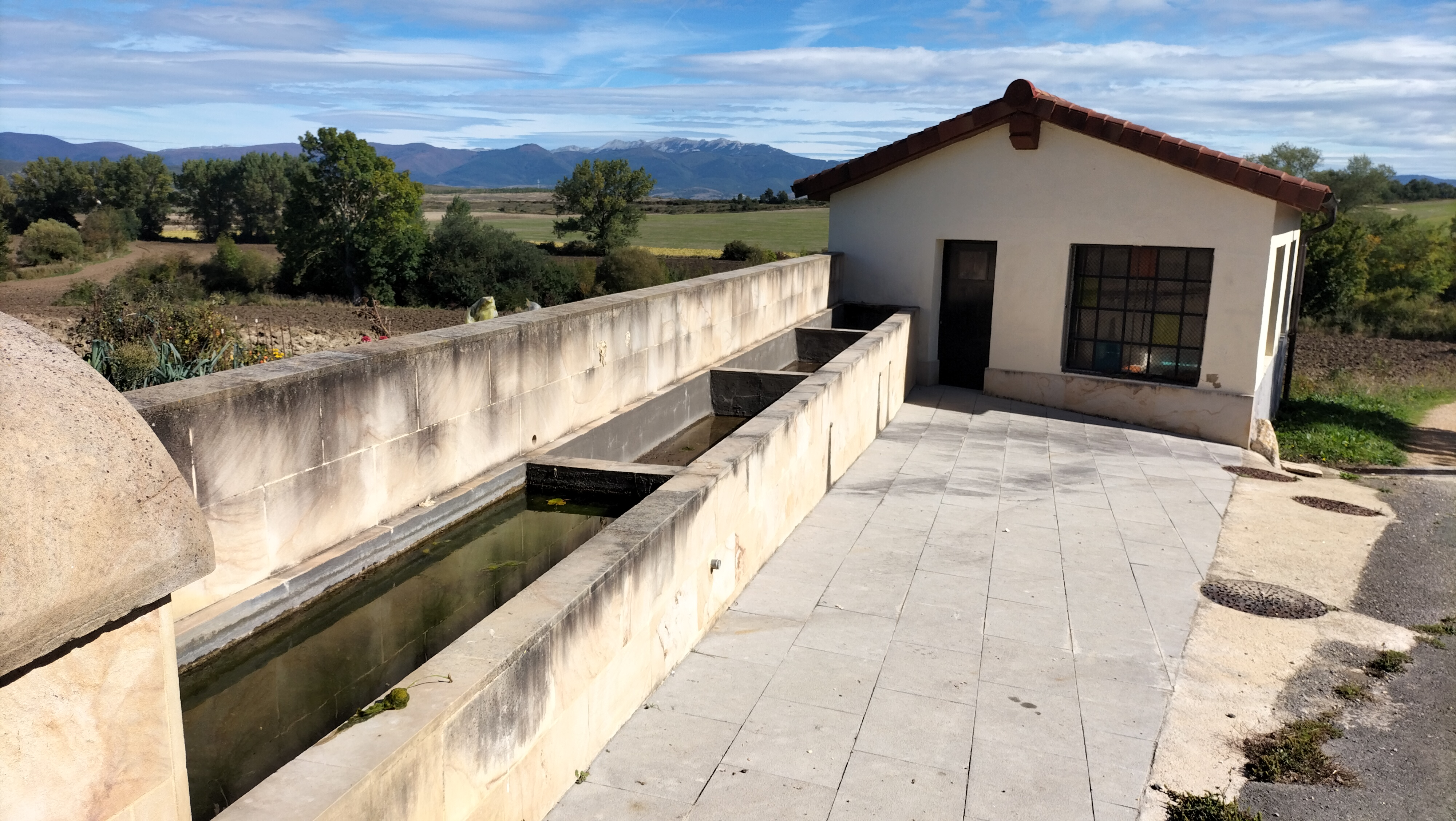
Fuente-abrevadero-lavadero en Langarika (Álava)

- Fuente-abrevadero-lavadero en Langarika (Álava)Fuente-abrevadero-lavadero. Construido en 1862, cuenta con una fuente, de ladrillo y cemento, un pilar rectangular con dos caños metálicos que vierten sobre una pequeña pila conectada al abrevadero, dividido en cuatro secciones comunicadas entre sí. El lavadero, adosado al abrevadero, cuenta con una estructura rectangular techada de hormigón, grandes ventanales y un pilón conectado por canalización al sistema de agua. Su construcción fue encargada al maestro carpintero José de Madinabeitia y ejecutada por el cantero Fausto Aguirre.[8]